# Cantone di Villejuif-Est
Il Cantone di Villejuif-Est era una divisione amministrativa dell'Arrondissement di L'Haÿ-les-Roses.
È stato soppresso a seguito della riforma complessiva dei cantoni del 2014, che è entrata in vigore con le elezioni dipartimentali del 2015.
Comprendeva solo parte del comune di Villejuif.